# Djanet
Djanet là một đô thị thuộc tỉnh Illizi, Algérie. Dân số thời điểm năm 2002 là 9.699 người.